# بیون فیوردن
بیون فیوردن هو مضيق بحري في بلدية أورلاند في مقاطعة ترونديلاغ، النرويج. يبلغ طوله 14 كيلومتر (8.7 ميل) يبدأ المضيق الطويل في قرية بوتنغارد ويتجه إلى الغرب بعد منارة ‌كيهونغسكائر في المحيط الأطلسي. قرى أخرى على طول المضيق تشمل نيس وأوثاغ. تقع كنيسة بيوجن على الشاطئ الجنوبي للمضيق البحري . يقع استيورنجورى ن علي بعد حوالي 6 كيلومتر (3.7 ميل) جنوبها، على الجانب الآخر من شبه جزيرة أورلاند.